# Гончаров, Николай Александрович
Николай Александрович Гончаров (род. 13 января 1984, Верхнемакеевка, Кашарский район, Ростовская область, РСФСР, СССР) — российский политический деятель, депутат Государственной думы VIII созыва с 2021 года от партии Единая Россия.

## Биография
Николай Гончаров родился в 1984 году в селе Верхнемакеевка (Кашарский район, Ростовская область). В 2006 году он окончил Ростовский государственный университет по специальности «Юриспруденция». Работал помощником Миллеровского межрайонного прокурора (2006), старшим юристом хозяйства сельхозкооператива «Светлый» в селе Каменка Кашарского района Ростовской области (2006—2010), генеральным директором ООО «Донской хлеб» (2010—2014). Руководил ООО «Калининский», ООО «Степное», ООО «Индустриальное», ООО «Светлый». С 2014 года заседал в собрании депутатов Кашарского района, с 2019 — в собрании депутатов Индустриального сельского поселения.
В сентябре 2021 года Гончаров победил на выборах по одномандатному округу в Государственную думу VIII созыва от Белокалитвинского одномантатного округа № 153 Ростовской области). В парламенте он стал заместителем председателя комитета по аграрным вопросам.
Из-за вторжения России на Украину Гончаров находится под санкциями Евросоюза, США, Великобритании и ряда других стран.